# Lista de tópicos considerados pseudociências
Esta é uma lista de tópicos caracterizados como pseudociência pela comunidade científica internacional, por notáveis organizações céticas ou por notáveis acadêmicos ou investigadores.
Estas caracterizações foram feitas no contexto de formar o público sobre as reivindicações questionáveis ou potencialmente fraudulentas ou perigosas e práticas de esforços para definir a natureza da ciência. A crítica da pseudociência, geralmente pela comunidade científica ou por organizações céticas, envolve críticas das bases lógica, metodológica ou retórica do tópico em questão.
Apesar de alguns dos tópicos listados continuarem a ser investigados cientificamente, outros foram sujeitos à pesquisa científica no passado e atualmente são considerados refutados porém "ressuscitaram" de forma pseudocientífica. Outras ideias aqui apresentadas são inteiramente não-científicas, mas têm, de uma forma ou de outra infringido áreas ou práticas da ciência.
Cada seção resume os aspectos pseudocientíficos dos tópicos.

## Astronomia e Ciências Espaciais
- Milenarismo 2012: é um meme cultural que propunha que eventos cataclísmicos e apocalípticos iriam ocorrer no ano de 2012. A proposta é derivada de calendário na contagem longa que a maioria dos alinhamentos propostos com o calendário gregoriano atinge uma sobreposição de calendário desse ano. O Dia do juízo final era previsto para ocorrer por meio de um alinhamento galáctico, "tempestade solar", "mudança polar", ou colisão catastrófica de um cometa ou asteróide com o planeta. Nunca teve nenhuma evidência científica de que esses eventos iriam mesmo ocorrer.[4][5][6]
- Acusações de falsificação nas alunissagens do Programa Apollo são alegações de que partes do programa Apollo foi falsificado e, posteriormente, encoberto. Embora muitas das acusações são categorizadas de acordo com as melhores teorias da conspiração, alguns tentam usar uma ciência defeituosa para provar que o pouso na Lua não poderia ter acontecido, assim, qualificando-as como créditos pseudocientíficos.[7][8]
- Astrologia refere-se a qualquer um dos vários sistemas de compreensão, interpretação e organização do conhecimento sobre a realidade da existência humana, com base nas posições relativas e movimentos de corpos celestes.[9][10][11][12][13]
- Dogon e Sirius B é uma série de reivindicações que a tribo Dogon sabia sobre a anã branca companheira de Sírius apesar de ser invisível a olho nu [7]
- Teoria dos astronautas antigos: Erich von Däniken propõe que a Terra foi visitada por astronautas antigos.[7] Tais seres foram aleados terem iniciado a ascensão da civilização humana ou prestaram assistência tecnológica significativa para várias civilizações antigas.[14][15]
- Face em Marte (em Cydonia Mensae) é uma formação rochosa em Marte que afirma-se haver provas de vida inteligente no planeta natal.[7] Imagens de alta resolução tiradas recentemente mostram que ela apareça menos semelhantes a rostos. É um lugar de destaque na obra de Richard C. Hoagland.
- Flat Earth Society propõe que a Terra é um planeta plano, em forma de disco que acelera para cima, produzindo a ilusão da gravidade. Os proponentes da teoria da Terra plana não aceitam provas irrefutáveis, como fotos do planeta Terra do espaço. Muitos também acreditam no criacionismo e acreditam que os desembarques na lua são um embuste.[16][17]
- Efeito lunar é a crença de que a lua cheia influencia o comportamento humano.[7]
- Colisão com Nibiru é uma previsão feita pelo primeiro contatado Nancy Lieder que o planeta fictício Nibiru iria colidir com a Terra. Depois de ajustar a sua previsão muitas vezes, ele reivindica o ano da ocorrência a ser 2012.[18][19][20]

## Terra e Ciências da Terra
- Triângulo das Bermudas é uma região do Oceano Atlântico que se situa entre as Bermudas, Porto Rico, e (na sua versão mais popular) na Flórida. Desaparecimentos de navios e aeronaves e desastres vistos como freqüente nessa área têm levado à circulação de histórias de fenômenos naturais incomuns, encontros paranormais, e interações com extraterrestres.[14]

## Paranormalidade, Ufologia e Misticismo
Paranormalidade
- Assuntos paranormais   [7][12][21][22] têm sido objetos de críticas de uma ampla variedade de fontes, incluindo as seguintes alegações de significado paranormal:
  - Mediunidade é a comunicação troca de informações com uma pessoa que alegadamente é um espírito ou outras entidades paranormais [23] Pode ocorrer por várias vias, como em sonhos, em transe, em conversas normais. O espírito que normalmente define a forma que vai se comunicar.
  - Sessão espírita é uma reunião onde tenta-se comunicar com os mortos.[14]
  - Levitação, neste sentido, é o ato de levantar-se do chão sem qualquer ajuda física, geralmente com a força do pensamento..[24]
  - Psicocinese é a habilidade paranormal da mente para influenciar matéria ou energia à distância.[25]
  - Fenómeno da voz eletrónica é a comunicação por supostos espíritos através de gravadores e outros dispositivos eletrônicos.[26][27][28][29][30]
  - Percepção extra-sensorial é a habilidade paranormal (independentes dos cinco sentidos principais ou dedução a partir da experiência anterior) para adquirir informações por meios como a telepatia, clarividência, precognição, habilidades psíquicas e visão remota.[23][23][31][32][33]
  - Pseudoarqueologia é a investigação do passado antigo usando alegados meios paranormais ou outros que não tenham sido validados pela ciência tradicional [14]
  - Maldição de Tutancâmon teria sido colocada no descobridores da tumba do faraó egípcio Tutancâmon, causando mortes generalizadas e outros eventos desastrosos.[14]

- Ufologia
  - Ufologia é o estudo de objetos voadores não identificados (OVNI) e freqüentemente inclui-se a crença de que os UFOs são provas para os visitantes extraterrestres.[14][7][11][34][35] Os próprios ufologistas a consideram como uma pesquisa, não uma ciência de facto, a par da biologia ou outros ramos.[36][37]
  - Mutilações em animais são os casos de animais, principalmente gado doméstico, com ferimentos aparentemente inexplicáveis. Estas feridas têm sido ditas serem causadas pela predação natural, extraterrestres, cultos ou organizações governamentais secretas [14]
  - Círculos nas colheitas são desenhos geométricos de plantações trituradas ou derrubadas criadas em um campo. Além de agricultores qualificados ou brincalhões trabalhando durante a noite, as explicações para a sua formação incluem OVNIs e anômalo, tornado-como correntes de ar.[7] O estudo dos círculos de cultura que se tornou conhecido como "cerealogia" [38]
  - Evento de Tunguska foi uma grande explosão causada por um meteoro ou cometa no que é hoje Krai de Krasnoyarsk, na Rússia, em junho de 1908. Não há suporte para as teorias sobre o evento que incluem o impacto de um buraco negro em miniatura ou grande massa de antimatéria, raio globular, um teste por Nikola Tesla do aparelho no Wardenclyffe Tower, e um incidente de UFO..[14][39][40] Outra teoria é que a explosão foi causada por um pedaço do cometa Biela em 1883 [41]

- As chamadas Ciências Ocultas
  - Radiestesia se refere a práticas que permitam detectar água escondida, metais, pedras preciosas ou outros objetos.[34] É possível também, com o auxílio de um pêndulo, encontrar respostas para perguntas, verificar sua própria energia, medir a energia das coisas, etc.
  - A Aromoterapia utiliza fragrâncias para melhorar a qualidade de vida das pessoas e até mesmo animais de estimação. Os óleos essenciais são os mais usados, mas também usam fragrâncias em velas, home sprays, água de lençóis, umidificadores de ar e etc.
  - Fitoterapia é uma forma mais natural de encontrar a cura para certos males do dia a dia. Usa plantas comuns para produzir chás, óleos, pomadas e mais uma infinidade de coisas. A característica química de cada planta vai ajudar a melhorar seu corpo. Serve como tratamento complementar para certas doenças. Importante ressaltar que tem que tomar muito cuidado com o que você vai consumir, é como se automedicar, as propriedades são fortes, tem que pesquisar bastante sobre cada planta antes, principalmente se tiver algum problema de coração, pressão alta, diabetes, ou estiver grávida.
  - A Fitoenenergética, diferente da Fitoterapia, não usa as propriedades químicas das plantas, mas sim as propriedades energéticas delas. Trabalha com o campo energético, que é capaz de corrigir o seu campo energético e alinhar seus chakras. Outra diferença entre a fitoterapia, é que não tem contraindicações, já que utiliza muito pouco da planta, e nem precisa consumi-la.
  - Cromoterapia é o estudo das cores. Basicamente, exposição a luzes de diferentes cores podem causar diferentes efeitos, e melhorar algumas doenças. Em outro âmbito, podemos pensar em como elas alteram nossa estado de espírito e como isso pode nos ajudar e/ou prejudicar na hora de escolher algumas coisas, como cor das paredes, roupa de cama, roupas no geral. Isso ocorre porque todas as cores que vemos na verdade são o reflexo da parte da luz branca que não foi absorvida.
  - Cristaloterapia se refere ao uso de cristais para os mais diferentes propósitos. Os cristais vibram em uma energia (que muitas vezes - se não todas - tem a ver com a sua cor). Eles são capazes de purificar o ambiente e fazê-lo vibrar naquela mesma energia, servirem como amuletos e tem mais diversas outras funções. Recentemente cresceu em popularidade com o movimento new age

  A Cristalomancia é a arte oculta de prever o futuro através de bolas de cristal.

## Psicologia
- Psiquiatria biológica é uma abordagem para a psiquiatria que procura entender a doença mental em termos da função biológica do sistema nervoso. Os psiquiatras Colin A. Ross e Alvin Pam  argumentam que "a legitimidade e autoridade cultural concedida a um objetivo e um valor-ciência livre é imerecida pela psiquiatria biológica"[45] e que "a noção de validade constitucional de investigar os determinantes de distúrbios psicológicos tem sido cooptados por uma ideologia reducionista da biomedicina."[46] Tais sentimentos conflitantes e resultados de investigação científica geraram  controvérsias e polêmicas em torno da Biopsiquiatria e TDAH.
- Terapia de conversão, às vezes chamada de terapia reparadora, procura mudar uma orientação sexual de uma pessoa não-heterossexual para que eles deixem de ser homossexual ou bissexual.[47] A Associação Americana de Psiquiatria define a terapia reparativa como "tratamento psiquiátrico ... que é baseado no pressuposto de que a homossexualidade por si só é um transtorno mental ou com base na suposição a priori de que um paciente deve mudar sua orientação sexual homossexual. "
- Grafologia é um teste psicológico baseado na crença de que traços de personalidade, inconscientemente, influência de forma consistente a morfologia da escrita - que certos tipos de pessoas que apresentam certas peculiaridades da caneta. Análise dos atributos de escrita não oferece melhor chance de correspondência com personalidade, e o neurocientista Barry Beyerstein comparou as correlações atribuídas a magia simpática.[14][48][49][50]  A grafologia é apenas superficialmente relacionada com a análise de documentos forenses, que também examina caligrafia.
- Memética é uma abordagem de modelos evolutivos da transferência de informação cultural com base no conceito de que as unidades de informação, ou "memes", têm uma existência independente, se de auto-replicar, e estão sujeitas a evolução seletiva, através de forças ambientais. A partir de uma proposição apresentada nos escritos de Richard Dawkins, que desde então se transformou em uma nova área de estudo, um que olha para unidades auto-replicantes de cultura. Foi proposto que, assim como os memes são análogos aos genes, memética é análoga à genética. Memética tem sido considerada uma pseudociência em várias frentes. Afirmações de seus criadores foram marcadas como "não testadas, sem suporte ou incorretas".[51]
- Ontopsicologia é o estudo da influência do indivíduo sobre ele mesmo. Defende a existência de uma série de doenças da "alma" que não são reconhecidas pela psicologia. Criado pelo frade italiano Antonio Meneghetti, busca reconhecimento acadêmico negando-se, no entanto, a participar de publicações científicas[52]
- Parapsicologia é uma disciplina controversa que visa investigar a existência e as causas das habilidades psíquicas e vida após a morte, usando o método científico. Experimentos parapsicólogos incluem o uso de geradores de números aleatórios para testar a evidência de precognição e psicocinese tanto com sujeitos humanos e animais  [53][54][55] e experimentos Ganzfeld para testar a percepção extra-sensorial.
- Polígrafo (detector de mentiras) é um instrumento que mede e registra várias respostas fisiológicas, como pressão arterial, pulso, respiração, ritmo de respiração, temperatura corporal e condutividade da pele quando um assunto é perguntado e responde a uma série de perguntas, sobre a teoria de que as respostas falsas vão produzir medições distintas. Há pouca evidência científica para apoiar a fiabilidade dos polígrafos.[56][57] Apesar das reivindicações de 90% - 95% de confiabilidade, os críticos afirmam que ao invés de um "teste", o método equivale a uma técnica de interrogatório inerentemente cuja exactidão não pode ser estabelecida. Um estudo de 1997 de 421 psicólogos estimaram a exatidão média do teste em cerca de 61%, um pouco melhor do que a possibilidade [58]

- Frenologia é uma teoria extinta para determinar traços de personalidade pela forma da cabeça (lendo "caroços ou protuberâncias"), proposto pelo fisiologista do século XVIII Franz Joseph Gall.[14] Em um uso precoce registrou o termo "pseudociência", François Magendie referiu-se a frenologia como "uma pseudociência dos dias atuais ".[59]  A suposição de que a personalidade pode ser lida de solavancos no crânio já foi completamente desacreditada. No entanto, a suposição de Gall que os pensamentos de caracteres, e as emoções estão localizados no cérebro, é considerada um importante avanço histórico para a neuropsicologia [60] .
- Terapia primal é por vezes apresentada como uma ciência.[61] A Enciclopédia Gale de Psicologia (2001) afirma que: "A base teórica para a terapia é a suposição de que as experiências pré-natal e trauma no nascimento forma nas pessoas impressões primárias da vida e que venham a influenciar o rumo que nossas vidas tomam... Verdade seja dita, a terapia primal não pode ser defendida em princípios cientificamente estabelecidos. Este não é surpreendente, considerando a fundamentação teórica questionável. " [62]  Outras fontes também questionaram a validade científica da terapia primal, alguns usando o termo "pseudociência"
- Psicanálise é um corpo de ideias desenvolvidas pelo médico austríaco Sigmund Freud e seus seguidores, que se dedica ao estudo do funcionamento psicológico e do comportamento humano. Ele tem sido controverso desde a sua criação.[63] Karl Popper caracterizou como pseudociência baseada em psicanálise a não exigência de refutabilidade.[64][65] Frank Cioffi afirma que "apesar de Popper dizer corretamente que a psicanálise é pseudocientífica e corrige para dizer que é não-falseável, ele está equivocado ao sugerir que é pseudocientífica, porque é não-falseável. [...] É quando [Freud] insiste em que ele confirmou (e não apenas instanciado) [suas teses empíricas] que ele está sendo pseudocientífico. " [66]
- Mensagem subliminar: Informações de percepção subliminar são visuais ou auditivas, que é discernido abaixo do limiar da percepção consciente e teria um efeito sobre o comportamento humano. Entrou em descrédito no final de 1970 [14][67], mas tem havido um interesse renovado de investigação recentemente.[68]
- Constelação Familiar: A constelação familiar também conhecido como constelações sistêmicas e constelações familiares sistêmicas, é um método pseudoterapêutico não comprovado e não científico de medicina alternativa que se baseia em elementos da terapia familiar sistêmica, fenomenologia existencial e atitudes dos zulus em relação à família;  foi criado pelo psicoterapeuta alemão Bert Hellinger.

## Biologia
- Racismo científico: A crença de que certas raças são inferiores a outras devido a evidências científicas[69][70]
- Design inteligente: A evolução (biológica e/ou geológica) não acontece por causas naturais mas sim por por interferência ou condução de uma inteligência superior  [71][72]
- Criptozoologia é a busca de criaturas que não são consideradas existentes pela maioria dos biólogos.[73][74] exemplos bem conhecidos de criaturas de interesse cryptozoologistas incluem: Pé-grande, Yeti e o Monstro do Lago Ness.

## Saúde e Medicina
- Medicina alternativa tem sido descrita como pseudocientífica. A Fundação Nacional da Ciência tem realizado pesquisas de "atitudes públicas e entendimento popular" sobre "ficção científica e pseudociência", que inclui um estudo da popularidade da medicina alternativa. Ele considera a crença na medicina alternativa, um motivo de preocupação, definindo-a como "todos os tratamentos que não foram comprovados com eficácia dos métodos científicos." Depois de citada na lista do Comitê para a Investigação Cética, a medicina alternativa como um dos muitos assuntos pseudocientíficos, bem como citam as preocupações dos cientistas individuais, organizações e membros da comunidade políticas de ciência, comenta que "no entanto, a popularidade da medicina alternativa [com o público] parece estar aumentando." [75]
- Medicina antroposófica, é uma escola da medicina alternativa, fundada em 1920 por Rudolf Steiner em conjunto com Ita Wegman baseado na filosofia espiritual da Antroposofia. É uma abordagem holística e individualizada dos salutogênicos para a saúde, consideram enfatizando os ensaios clínicos randomizados.[76] Não existe análise científica aprofundada da eficácia da medicina antroposófica como sistema independente de suas bases filosóficas tem sido feita, e não há nenhuma conclusão baseada em evidências disponíveis sobre a eficácia global do sistema.[77]
- Medicina ortomolecular é uma prática de Medicina Alternativa que recomenda o uso de quantidades de biomoléculas acima dos limites definidos pela Medicina.[78]
- Método Bates para uma melhor acuidade visual é um método educacional desenvolvido pelo oftalmologista William Bates destina-se a melhorar a visão "natural" para o ponto em que supostamente pode eliminar a necessidade de óculos, desfazendo uma tensão habitual de se ver.[79] Em 1929, Bates era citado pela FTC por publicidade falsa ou enganosa em relação a seu livro que descreve o método, "Perfect Sight Without Glasses" ("Visão Perfeita sem óculos"),[80] a denúncia foi posteriormente indeferida.[81]  Apesar de algumas pessoas afirmarem ter melhorado a sua visão, seguindo seus princípios, as ideias de  Bates "sobre a visão e a acomodação foram rejeitadas pela corrente principal de oftalmologia e optometria.[82][83][84][85][86]
- Biorritmo - uma hipótese que explora que a fisiologia e o comportamento humano é regido por ciclos físicos, emocionais e intelectuais que duram 23, 28 e 33 dias, respectivamente. O sistema postula, por exemplo, que erros de julgamento são mais prováveis nos dias em que ciclo intelectual de um indivíduo, como determinado por dia desde o nascimento, está perto de um mínimo. Nenhum mecanismo biofísico da ação foi descoberto, e o poder preditivo de gráficos de biorritmo não é melhor do que a chance.[14][87][88][89]
- Brain Gym - um programa de treinamento comercial, que afirma que todos os desafios de aprendizagem podem ser superados por encontrar os movimentos corretos, para depois criar novos caminhos no cérebro. Eles afirmam que a repetição dos 26 movimentos do Brain Gym "ativam o cérebro para o armazenamento ideal e recuperação da informação",[90] e se destinam a "integrar o corpo e mente", a fim de melhorar a "concentração, memória, leitura, escrita, organização, audição, coordenação física, e muito mais. " [91]  Sua base teórica foi completamente desacreditada pela comunidade científica, que o descrevem como pseudociência.[92][93][94][95]  Seu fundador, Paul Dennison, admitiu que muitas das reivindicações do Brain Gym não são baseados na ciência, mas no seu "palpite".[96]
- Quiropraxia é uma medicina alternativa cuja prática incide sobre a manipulação da coluna. Muitos quiropráticos modernos veem a disfunção exclusivamente mecânica, e oferecem aconselhamento sobre saúde e estilo de vida.[97][98] Muitos outros, porém, a base de sua prática sobre o vitalismo de D.D. Palmer e B.J. Palmer, sustentando que todas ou muitas doenças orgânicas são o resultado da hipotética disfunções espinhais conhecidas como subluxações vertebrais e do fluxo de deficientes de inteligência inatas, uma forma de energia putativa.[99][100] Estas ideias não são baseadas na ciência e, juntamente com a falta de uma base sólida de investigação são, em parte responsáveis pelo conflito histórico entre a quiropraxia e a medicina tradicional.[101][102][103][104] Revisões sistemáticas recentes indicam a possibilidade de eficácia moderada para a manipulação da coluna vertebral na gestão da dor lombar inespecífica.[105][106][107]
- Limpeza do Cólon' (hidroterapia do cólon) engloba uma série de terapias médicas alternativas destinadas a remover os resíduos de fezes e as toxinas não identificadas do cólon e do trato intestinal. Acredita-se que o acúmulo de fezes em putrefação na linha das paredes do intestino grosso e que o abrigo de parasitas ou patogênicos na flora intestinal, causam sintomas inespecíficos e em geral os problemas de saúde. Esta hipótese de "auto-intoxicação" é baseada nas crenças médicas dos antigos egípcios e gregos, e foi desacreditada no início do século XX.[108][109]
- Hipersensibilidade electromagnética (EHS) é uma sensibilidade relatada a campos elétricos e magnéticos ou radiações electromagnéticas de frequências de diferentes níveis de exposição muito abaixo do estabelecido pelas normas de segurança. Os sintomas são inconsistentes, mas podem incluir dores de cabeça, fadiga, dificuldade em dormir, e similares.[110]
- Cura pela fé é o ato de curar uma doença, por meio de oração e imposição das mãos. Nenhum benefício material em excesso do que o esperado por placebo é observado.[14][111][112] No entanto, os defensores da cura pela fé, respondem, afirmando que o que os médicos descrevem como efeito placebo é uma forma de cura pela fé [113]
- Homeopatia é a crença em dar a um paciente com sintomas de uma doença remédios extremamente diluídos que são pensados que irão produzir os mesmos sintomas em pessoas saudáveis. Estas preparações são freqüentemente diluídas além do ponto em que qualquer molécula de tratamento deverá manter-se.[114] Estudos da prática homeopática têm sido amplamente negativos ou inconclusivos.[115][116][117][118] Nenhuma base científica para os princípios homeopáticos tem sido comprovados.[22][119][120][121][122][123][124]
- Hipnose é um estado de relaxamento extremo e foco interno no qual uma pessoa é extraordinariamente sensível às sugestões feitas pelo hipnotizador. A prática moderna tem suas raízes na ideia do magnetismo animal ou mesmerismo, originado por Franz Mesmer.[125]  As explicações de Mesmer eram completamente desacreditadas, e hoje em dia não há acordo entre os investigadores se a hipnose é um fenômeno real, ou apenas uma forma de participação não-promulgada.[14][67] Alguns aspectos da sugestão ter sido clinicamente útil para, por exemplo, no manejo da dor. Outras utilizações da hipnose alegam mais claramente dentro da área de pseudociência. Tais áreas incluem o uso de regressão hipnótica para além dos limites plausíveis, incluindo a regressão a vidas passadas.[126]
- Iridologia é um meio de diagnóstico médico que os proponentes acreditam que podem identificar e diagnosticar problemas de saúde através de um exame aprofundado das marcas e padrões da íris. Profissionais dividem a íris em 80-90 zonas, cada uma das quais está ligado a uma região particular do corpo ou órgão. Esta ligação não tem sido cientificamente validado e a detecção de doença não é seletiva, nem específica.[127][128][129] Devido à textura da íris, que é uma característica fenotípica que se desenvolve durante a gestação e permanece inalterada após o nascimento, a Iridologia é quase impossível.
- Magnetoterapia é a prática do uso de campos magnéticos para influenciar positivamente a saúde. Apesar de existirem usos médicos legítimos para imãs e campos magnéticos, a intensidade do campo magnético usado na terapia é demasiado baixo para efetuar qualquer mudança biológica, e os métodos utilizados não têm validade científica.[14][130][131]
- Radiônica é um instrumento de diagnóstico médico e terapia, que os proponentes acreditam que podem diagnosticar e resolver os problemas de saúde, utilizando várias freqüências em um campo de energia putativo acoplado a um dispositivo eletrônico do praticante. Os primeiros dispositivos "caixa preta" foram concebidos e promovidos por Albert Abrams, e foram comprovados serem definitivamente inúteis por uma investigação independente encomendada pela Scientific American, em 1924.[132] Dispositivos similares continuam a serem comercializado sob vários nomes, mas nenhum é aprovado pela Food and Drug Administration, e não há nenhuma evidência científica da eficácia ou a premissa subjacente dos dispositivos radiônicos.[133][134]
- Toque terapêutico é uma forma de vitalismo, onde um médico, que também pode ser uma enfermeira[135], passa as mãos sobre e em torno de um doente para "realinhar" ou "reequilibrar" um campo de energia putativa.[34]
- Medicina Tradicional Chinesa (MTC) é o sistema médico tradicional originário da China e praticada como uma medicina alternativa em grande parte do mundo. Ela contém elementos com base no Taoísmo, Budismo, e Neo-Confucionismo,[136] e considera o corpo humano mais funcional e vitalista de termos anatômicos.[137][138] Saúde e doença na MTC seguem o princípio do yin e yang, e são atribuídos ao equilíbrio ou desequilíbrio no fluxo de força vital, QI.[139] Os métodos de diagnóstico é exclusivamente externo, incluindo exame do pulso em seis pontos, o exame da língua de um paciente, e uma entrevista ao paciente;[137][140][141][142]
  - Acupuntura é o uso de agulhas finas para estimular pontos de acupuntura e equilibrar o fluxo de qi. Não se conhece bases anatômicas e histológicas para a existência de pontos de acupuntura ou meridianos.[140][143] Alguns acupunturistas considera-os como funcionais e não entidades estruturais, úteis para orientar a avaliação e tratamento dos pacientes.[144] O agulhamento seco é a inserção de agulhas finas terapêutica sem levar em conta a teoria da MTC. A acupuntura tem sido objecto de investigação científica ativa desde o final do século XX,[145] e os seus efeitos e aplicações permanece controverso entre os pesquisadores, médicos ocidentais e clínicos.[145] Como é um procedimento em vez de um comprimido, o projeto de estudos controlados é um desafio, tal como acontece com cirúrgicas e outros procedimentos.[145][146][147][148]:126 Algumas opiniões acadêmicas concluem que os efeitos da acupuntura são principalmente placebo,[149][150] e os outros a encontram a probabilidade de eficácia para condições específicas.[145][151][152][153]
    - Acupressão é a estimulação não-invasiva manual de pontos de acupuntura.
    - Pontos de acupuntura ou acupontos são uma coleção de várias centenas de pontos do corpo deitados ao longo dos meridianos. Segundo a teoria da MTC, cada um corresponde a um determinado órgão ou função.

  - Meridianos na MTC são os canais através dos quais os fluxos de qi, conectando os pares de vários órgãos zang-fu.[137][154] Não se conhece as bases anatômicas e histológicas para a existência de pontos de acupuntura ou meridianos.[140][143]
  - Ki é a energia vital, cujo fluxo deve ser equilibrado para a saúde. Qi nunca foi observado diretamente, e não está relacionado com a energia usada na ciência.[155][156][157]
  - Fitoterapia chinesa é a recolha de medicamentos brutos usada na medicina chinesa tradicional. Estes incluem muitas plantas, em parte ou no todo, como o ginseng e goji, bem como os ingredientes mais exóticos, como cavalos-marinhos. Preparações geralmente incluem diversos ingredientes, em combinação, com seleção baseada nas características físicas, tais como sabor ou forma, ou de relacionamento com os órgãos do MTC.[158] A maioria das preparações que não tem sido rigorosamente avaliados ou não dão nenhuma indicação de eficácia.[159][160]
  - Zang-fu é o conceito de como os órgãos e entidades funcionais yin e yang para o armazenamento e manipulação de qi.[137] Estes órgãos não são baseados em anatomia.
- Urinoterapia, beber própria urina, ou pura ou com poções homeopáticas, para o tratamento de uma ampla variedade de doenças baseia-se em pseudociência.[161]
- Ventosaterapia é uma forma milenar de medicina alternativa que emprega ventosas. Além de não ter resultados benéficos medicamente comprovados, pode ser nociva ao paciente, causando irritação da pele e até queimaduras.[162]
- Vitalismo é uma doutrina que os processos da vida não são explicáveis pelas leis da física e da química sozinhas e que a vida é em parte auto-determinação. O livro "Enciclopédia da Pseudociência" declarou que "atualmente, o vitalismo é uma das ideias que formam a base para muitos sistemas de saúde pseudocientíficos que afirmam que as doenças são causadas por um distúrbio ou desequilíbrio da força vital do corpo." "Vitalistas pretendem ser científicos, mas na verdade eles rejeitam o método científico, com seus postulados básicos de causa e efeito e de demonstrabilidade. Frequentemente em conta a experiência subjetiva de ser mais válida do que a realidade material objetiva." [163]
- Apometria é uma terapia que consiste na aplicação de pulsos magnéticos concentrados e progressivos no corpo astral do paciente.[164]
- Microfisioterapia é uma técnica manual desenvolvida no final dos anos 1990, que afirma-se tratar diversos problemas de saúde, física e mental, através de leves toques em pontos arbitrários da pele do paciente.[165] A intervenção não possui evidência de eficácia documentada e não é utilizada ou mesmo conhecida fora do Brasil, havendo apenas alguma menção aos seus introdutores, Daniel Grosjean e Patrice Bénini. Não parecem existir informações imparciais acerca da qualificação acadêmica destes indivíduos.
- Ozonoterapia é uma forma de medicina alternativa que alega produzir benefícios diversos à saúde com o uso do gás ozônio. Essa terapia, como várias outras formas de medicina alternativa, pode trazer sérios riscos à saúde pois o ozônio, tratando-se de uma molécula com três átomos de oxigênio, é um forte agente oxidante.

## Crenças religiosas e espirituais
Crenças e práticas religiosas e espirituais, de acordo com Carl Sagan, não são normalmente classificadas como pseudociência. No entanto, os seguintes itens religiosos / espirituais foram relacionados ou classificados como pseudociência de alguma forma: 
- Criacionismo é a crença de que a origem de tudo no universo é o resultado de uma primeira causa, provocada por uma divindade criadora, e que esta tese é apoiada por geológicas, biológicas e outras evidências científicas.[7][10][11][167]
  - Presciência científica bíblica (judaísmo e cristianismo) afirmam que a Bíblia faz afirmações precisas sobre o mundo que a ciência verifica milhares de anos mais tarde.[168]
  - Presciência científicas do Alcorão (Islã) afirma que o Alcorão faz afirmações precisas sobre o mundo que a ciência verifica centenas de anos mais tarde.
  - Criação biológica é o subconjunto de criação da ciência que tenta explicar a biologia, sem evolução.
  - Criacionismo cosmológico afirma, entre outras coisas, um universo que é só de milhares de anos.
  - Criacionismo da Terra jovem sustenta que a Terra tem apenas milhares de anos.
  - Geologia do dilúvio é a forma de geologia criacionista que defende a maioria das características geológicas da Terra são explicáveis por uma inundação global.
  - Geocentrismo moderno, afirmação de que estamos no centro do universo.
  - Design inteligente sustenta que "certas características do universo e dos seres vivos são melhor explicadas por uma causa inteligente, não é um processo direcionado como a seleção natural." [169] Esses recursos incluem:[10][167][170]
    - Complexidade irredutível é a alegação de que alguns sistemas são tão complexos que não podem ter evoluído de sistemas mais simples. Ele é usado pelos defensores do design inteligente para argumentar que a evolução por seleção natural por si só é incompleta ou defeituosa, e que algum mecanismo adicional (um "Designer Inteligente") é necessário para explicar as origens da vida.
    - Complexidade especificada é a alegação de que quando algo é simultaneamente complexo e especificado, pode-se inferir que ele foi produzido por uma causa inteligente (isto é, que ele foi projetado) em vez de ser o resultado de processos naturais.
- Dianética (que está envolvido na Cientologia) é uma pseudociência que L. Ron Hubbard pretende tratar a uma hipotética mente reativa, através de um E-metro, um dispositivo que Hubbard mais tarde foi legalmente forçado a admitir que "não faz nada." [171][172][173][174][175]
- Espiritismo científico é uma corrente ideológica do movimento espírita que considera o espiritismo puramente como uma ciência no sentido estrito da palavra.[176][177]
- Feng Shui é considerado uma pseudociência, e tem sido criticado por muitas organizações dedicadas a investigar alegações paranormais. Elementos para a sua eficácia se baseiam na anedota, e há uma falta de um método plausível de ação, o que leva a conselhos conflitantes de diferentes profissionais de Feng Shui. Praticantes de feng shui usam isso como evidência de variações ou escolas diferentes; analistas críticos têm descrito assim: "Feng Shui sempre foi baseado em meras conjecturas." [178][179] Críticos modernos distinguem o feng shui tradicional como uma proto-religião e a prática moderna: "A crença naturalista, que foi originalmente usada para encontrar um lugar de habitação auspiciosa para um santuário ou um túmulo. entanto, ao longo dos séculos, ele ... tornou-se distorcido e degradado em uma superstição grosseira." [180] Tem havido pouca pesquisa sistemática científica no feng shui, uma vez que o consenso científico geral é de que é superstição.
- Misticismo quântico baseia-se uma semelhança superficial entre certos conceitos da Nova Era e tais conceitos aparentemente contra-intuitiva mecânica quântica como o princípio da incerteza, entrelaçamento e dualidade onda-partícula, embora geralmente ignorando as limitações impostas pelo entrelaçamento quântico.[14][181][182][183][184] Uma das ideias mais abusada é o teorema de Bell, o que comprova a inexistência de locais variáveis ocultas da mecânica quântica. Apesar disso, o próprio Bell resistiu interpretações místicas da teoria.[185]
- Sudário de Turim é um pedaço de pano de linho acreditado por alguns membros da comunidade cristã ter sido a mortalha de Jesus.[14] A datação do material original tem mostrado que remonta ao século XIII ou 14,[186] embora alguns alegam que o material testado não era representante da mortalha toda.[187][188]  Análises da pintura e da sarja espinha do tecido semelhante a um ponto de origem medieval.[189]

## Finanças
- A análise técnica é uma metodologia de análise de valores mobiliários para tentar prever a direção dos preços através do estudo de dados de mercado anteriores, principalmente preço e volume.[190] A economia comportamental e a análise quantitativa utilizam muitas das mesmas ferramentas de análise técnica,[191][192][193][194] que, sendo um aspecto da gestão ativa, está em contradição com grande parte da teoria moderna do portfólio. A eficácia da análise técnica e da análise fundamentalista são contestadas pela hipótese do mercado eficiente, que afirma que os preços do mercado de ações são essencialmente imprevisíveis.[195] Ainda é considerada por muitos acadêmicos uma pseudociência.[196] Acadêmicos como Eugene Fama dizem que as evidências para a análise técnica são escassas e inconsistentes com a forma fraca da hipótese do mercado eficiente.[197][198]